# Parc national Dorrigo
Le parc national Dorrigo est un parc de Nouvelle-Galles du Sud en Australie à 580 km au nord de Sydney, et à 5 km à l'est de la ville de Dorrigo. Il est classé au patrimoine mondial car faisant partie des forêts humides Gondwana de l’Australie. Le parc contient plusieurs sentiers permettant aux randonneurs du parc de voir des chutes d'eau et des aperçus panoramiques de la plaine côtière. Un trait marquant du parc est le Skywalk, une passerelle surélevée à travers et au-dessus de la cime des arbres, permettant aux amateurs d'oiseaux, de bénéficier d'un excellent poste d'observation.

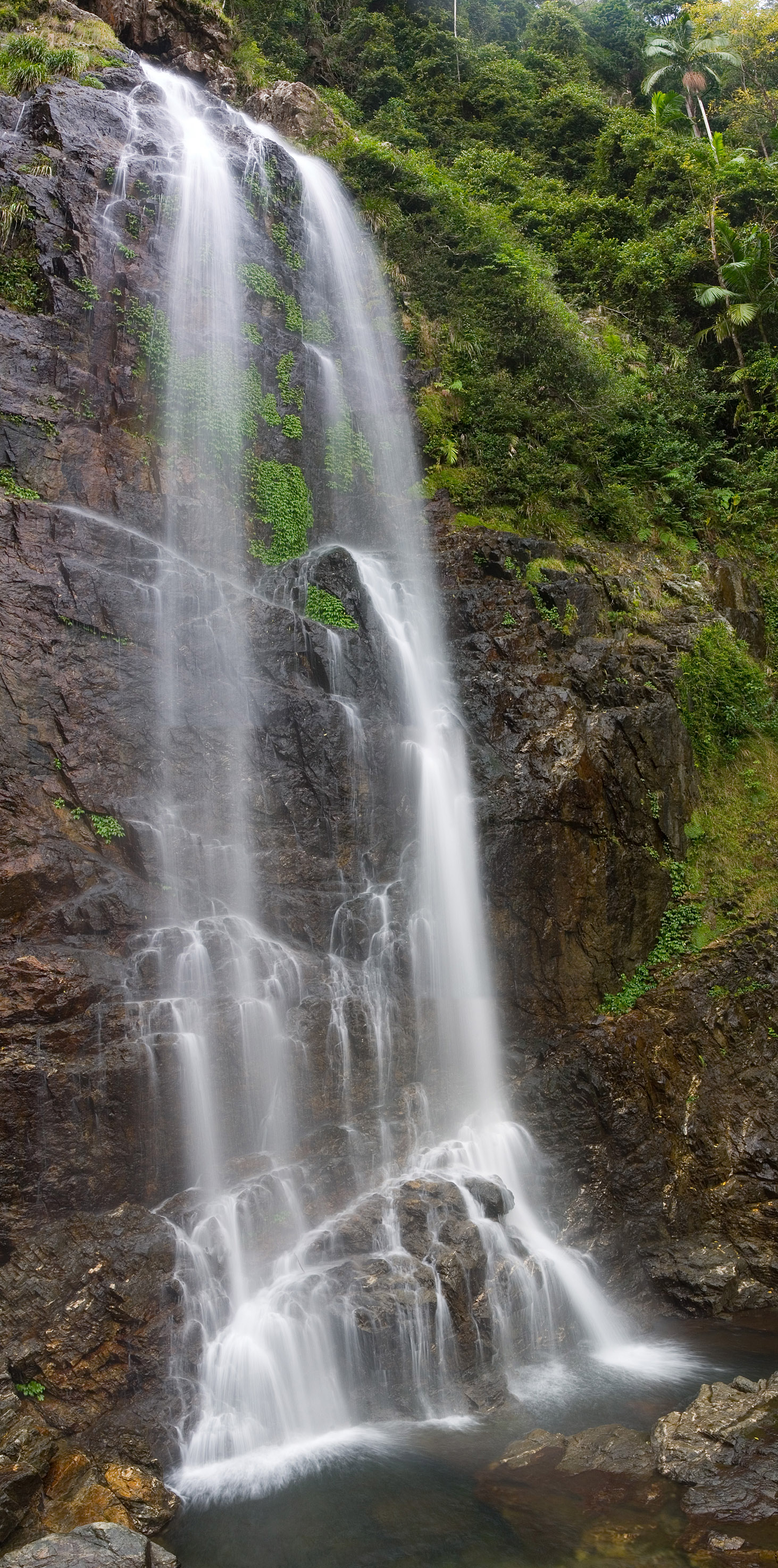
Les chutes de Cedar.